# Mohammad Ahmadian
Mohammad Ahmadian (en persan : محمد احمدیان) est un homme politique et universitaire iranien, chef-adjoint de l'Organisation de l'énergie atomique d'Iran. Il en aussi est chef par intérim après la nomination de son prédesseur, Ali Akbar Salehi comme ministre des Affaires étrangères, avant la nomination de Fereydoun Abbassi Davani.